# داني رودريغيز
دانييل "داني" رودريغيز كريسبو (مواليد 9 أغسطس 2005) هو لاعب كرة قدم إسباني محترف، يلعب كلاعب خط وسط في نادي برشلونة أتليتك.

## المسيرة الكروية
ولد في أستيغاراغا، غيبوثكوا، إقليم الباسك، بدأ رودريغيز مسيرته المهنية مع ريال سوسيداد. في مارس 2020، أبدى نادي برشلونة، أحد أندية الدوري الإسباني، اهتمامه بتقديم عرض للاعب الوسط الصاعد،فانضمَّ إليهم في أبريل من نفس العام. كان قد ارتبط سابقًا بالانتقال إلى نادي باريس سان جيرمان الفرنسي.  خاض رودريغيز أول مباراة احترافية له مع برشلونة في 3 مايو 2025 التي انتهت بفوز الفريق خارج أرضه بنتيجة 2-1 امام ريال بلد الوليد. تم استبداله بعد 38 دقيقة بسبب الإصابة، وحل محله لامين يامال . 

## المسيرة الدولية
مثَّل رودريغيز منتخب إسبانيا على المستوى الدولي للفئات السنية. بعد تعافيه من التواء في أربطة ركبته، واصل تألقه في بطولة أوروبا تحت 17 عامًا 2022 مع منتخب إسبانيا.  

## إحصائيات المهنة
آخر تحديث match played 3 May 2025
.
| النادي        | موسم          | الدوري          | الدوري    | الدوري  | الكأس الوطنية | الكأس الوطنية | آخر       | آخر     | المجموع   | المجموع |
| النادي        | موسم          | قسم             | التطبيقات | الأهداف | التطبيقات     | الأهداف       | التطبيقات | الأهداف | التطبيقات | الأهداف |
| ------------- | ------------- | --------------- | --------- | ------- | ------------- | ------------- | --------- | ------- | --------- | ------- |
| برشلونة ب     | 2023–24       | الاتحاد الأول   | 10        | 0       | —             | —             | 3         | 0       | 13        | 0       |
| برشلونة ب     | 2024–25       | الاتحاد الأول   | 10        | 3       | —             | —             | —         | —       | 10        | 3       |
| برشلونة ب     | المجموع       | المجموع         | 20        | 3       | —             | —             | 3         | 0       | 23        | 3       |
| برشلونة       | 2024–25       | الدوري الاسباني | 1         | 0       | 0             | 0             | 0         | 0       | 1         | 0       |
| إجمالي المهنة | إجمالي المهنة | إجمالي المهنة   | 21        | 3       | 0             | 0             | 3         | 0       | 24        | 3       |

1. ↑  Appearances in Primera Federación play-offs

## الأوسمة
إسبانيا تحت 19 عامًا
- بطولة أوروبا تحت 19 سنة : 2024 [9]

فردي
- فريق بطولة أوروبا تحت 19 عامًا UEFA للبطولة: 2024 [10]